# Philippine Super Liga
La Philippine Super Liga è un'associazione filippina che ha il compito di organizzare e gestire le competizioni nazionali di pallavolo e beach volley, sia maschili che femminili. 

## Manifestazioni

### Maschili
Il ramo maschile della lega nasce dopo quello femminile, ma viene dismesso dopo la nascita del ramo maschile della Shakey's V-League. 